# Маргарита Палеолог од Монферата
Маргарита Палеолог (итал. Margherita Paleologa; Казале Монферато, 11. августа 1510. у Казале Монферату – 28. децембра 1566. у Мантови), била је владајућа маркиза Монтферата између 1533. и 1536. године. Такође је била војвоткиња од Мантове у браку са Федериком II, војводом од Мантове. Маргарита је два пута деловала као намесница војводства Мантове током малолетства својих синова: за свог старијег сина Франческа III Гонзаге, војводу од Мантове 1540-1549, и за свог млађег сина Вилијама Гонзагу, војводу од Мантове, између 1550. и 1556. године.

## Младост
Маргарита је рођена у Казалеу била је ћерка маркиза Вилијама IX од Монферата и његове жене маркизе Ане од Аленсона.
Маргарита је била друго од троје деце. Њена старија сестра била је маркиза Марија Палеолог, која је умрла када је имала 21 годину, а њен млађи брат маркиз Бонифације IV од Монферата, који је умро када је имао само 18 година.

## Брак
Године 1517, Маргаритина старија сестра, маркиза Марија, била је верена за Федерика II Гонзагу, сина маркиза Франческа II Гонзаге и маркизе Изабеле д'Есте, који је касније постао маркиз и војвода од Мантове. Брачни уговор је поништен 1529. године. Федерикова пажња окренута је ка маркизи Маргарити. Након што је размотрила различите предлоге за Маргаритину руку, њена мајка маркиза Ана д'Аленсон одлучила је да се ороди са династијом Гонзага и брак је закључен октобра 1531. године. Брак је трајао девет година до Федерикове смрти, у 40. години. Последње дете пара рођено је у години његове смрти.
Године 1533. маркиза Маргарита је наследила титулу маркизе од Монферата од свог стрица Јована Ђорђа, маркиза од Монферата. Међутим, у пракси, њена држава је у то време било под шпанском окупацијом. Године 1536, њен муж је постао владајући маркиз од Монферата по праву брака са њом.

## Намесништво
Након Федерикове смрти 1540. године, њихов најстарији син Франческо III је постао војвода од Мантове као и маркиз од Монферата. Пошто је војвода Франческо III још увек био малолетан имао је осам година, војвоткиња Маргарита је била његова намесница.
Војвоткиња Маргарита је свог сина војводу Франческа III оженила принцезом Катарином, ћерком Фердинанда I, цара Светог римског царства и царице Ане од Чешке и Угарске. Војвоткиња Маргарита је свог другог сина, Вилијама, оженила Катаринином млађом сестром принцезом Елеонором. Војвода Франческо III је умро годину дана након венчања са војвоткињом Катарином 1550. године, и нису имали деце.
Маргаретин други син Вилијам је тада постао војвода од Мантове. Војвоткиња Маргарита је деловала као његова намесница, уз помоћ свог девера кардинала Ерколеа Гонзаге. Као намесница, војвоткиња Маргарита је издавала законе и прописе који су користили привреди Мантове оснивањем предузећа. Поправила је речну луку и ојачала утврђења и одбрану војводства Мантове. У својој спољној политици била је наклоњена Шпанији, што је довело до тога да француски краљ заузме Монферат 1555. године – требало је да га држи Француска до Уговора из Камбрезија 1559. године.
Њено намесништво је прекинуто када је њен син постао пунолетан 1556. године.
Војвоткиња Маргарита је умрла у Мантови 28. децембра 1566. године.
Године 1574. Маргаритина домовина маркизат Монферат постала је део војводства Мантове, након смрти Маргаретиног сина. У Монферату, војвода Вилијам је био познат као маркиз Вилијам X.

## Породица
Војвоткиња Маргарита и војвода Федерико II су имали:
- Франческо III Гонзага, војвода од Мантове (10. март 1533 — 22. фебруар 1550), преминуо је са 16 година;[7]
- Елеонора Гонзага, рођена и умрла 1535. године;
- Ана Гонзага, рођена и умрла 1536. године;
- Изабела Гонзага (1537-1579). Удата за Франческа Фердинанда д'Авалоса;[2]
- Вилијам Гонзага, војвода од Мантове (24. април 1538 — 14. август 1587). Ожењен надвојвоткињом Елеонором од Аустрије;[7]
- Луј Гонзага, војвода од Невера (22. октобар 1539 — 23. октобар 1595). Ожењен Хенријетом од Клевса,[7] са којом је имао потомство, укључујући Карла I, војводу од Мантове;
- Алесандро;[2]
- Кардинал Федерико Гонзага (1540 - 21. фебруар 1565).[8]